# Михайло Омельченко
Оме́льченко Миха́йло Омеля́нович (? — після 1726) — козацький політичний діяч. Родич дружини Семена Палія і його близький сподвижник. Білоцерківський полковник (1704—1709).

## Життєпис
Родом з Правобережжя України.
В квітні 1671 р. — посол від гетьмана П. Дорошенка в чині військового товариша.
У 1704 р. призначений І. Мазепою на уряд білоцерківського полковника. 1708 р. не підтримав гетьмана.
В вересні 1709 р. скинутий з полковництва. По тому мешкав у Батурині. 
Востаннє згадується 1726 р. як бунчуковий товариш.